# Мечеть Оберн-Галліполі
Мечеть Оберн Галліполі — найбільша мечеть Австралії. Знаходиться в місті Оберн штату Новий Південний Уельс. Побудована в турецькому стилі турецькою громадою.

## Історія
Ініціатором будівництва стали австралійські турки. Перша мечеть на цій ділянці відкрита 3 листопада 1979. Це був будинок без внутрішніх стін.
Будівництво мечеті, що існує нині, почалося в 1986, а закінчено і офіційно відкрилася 28 листопада 1999, через двадцять років після першого відкриття.